# AC Lumezzane
Associazione Calcio Lumezzane är en italiensk fotbollsklubb, baserad i Lumezzane, Lombardiet. Klubben grundades 1948. Klubben spelar för närvarande i Lega Pro Prima Divisione.
Mario Balotelli, numera i Brescia, har tidigare spelat för Lumezzane.

## Tidigare spelare
Se också Spelare i Lumezzane samt Tränare i Lumezzane
- Mario Balotelli
- Cristian Brocchi
- Marco Cassetti
- Alessandro Matri
- André Möllestam
- Simone Inzaghi